# Ditmar Koel

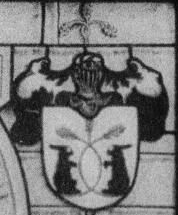
Vapensköld för Ditmar Koel

Ditmar Koel, även Dithmar Koehl, född 1500, död 22 september 1563 i Hamburg, var en tysk sjökapten och sjörövarjägare, rådsherre samt mellan 1548 och 1563 borgmästare i Hamburg.

## Biografi
Ditmar Koel förde år 1524 kommandot över ett av fyra tvåmastade fartyg i amiralen Simon Parsevals flotta. Den 7 oktober deltog han i ett sjöslag mot piraten Claus Kniphoff på Osterems utanför floden Ems mynning vid  Greetsiel.
Koel lyckades efter åtta timmars kamp äntra Kniphoffs skepp Gallion, och han förde i triumf de fängslade piraterna och ett rikt byte till Hamburg, där piraterna avrättades.  Fyra år senare, 1528 belönades Koel med att bli rådsherre i Hamburgs rådhus.
1536 var Koel amiral för en flotta varmed han förhindrade Pfalzgreven Friedrich von Hadeln att överkorsa Elbes biflod Unterelbe, varpå von Hadelns  planerade rövartåg i Holstein gick om intet.
1542 blev Koel Amtman i Bergedorf, , han stöttade reformationen, införde en ny kyrkoordning och hade en stor del i att protestantismen befästes som religion i Hamburg.
1548 valdes Ditmar Koel till borgmästare i Hamburg., ett ämbete  han innehade fram till sin död.
1559 ledde han försvaret av Hamburg-Moorburg mot angreppet av hertig Otto II av Braunschweig-Lüneburg-Harburg. 1562 reste han med två rådskollegor på ett diplomatiskt besök till Köpenhamn för att avsluta en tvist med danske kungen. Besöket kröntes med framgång, och han återvände till Hamburg, där han avled 1563.

## Platser och annat uppkallade efter Ditmar Koel

### Gator
- Ditmar-Koel-Strasse i centrala Hamburg (adress för Sveriges konsulat i Hamburg)
- Ditmar-Koel-Strasse i Cuxhaven

### Fartyg
- Det kanadadensiska ångfartyget "Ditmar Koel".
- 1935 Lotsbåten "Ditmar Koel"
- 1955 Ångbåten "Ditmar Koel" ägd av Emil Offen & Co.
- 1958 En lotsbåt byggd av Meyer-Werft i Papenburg.

## Bilder

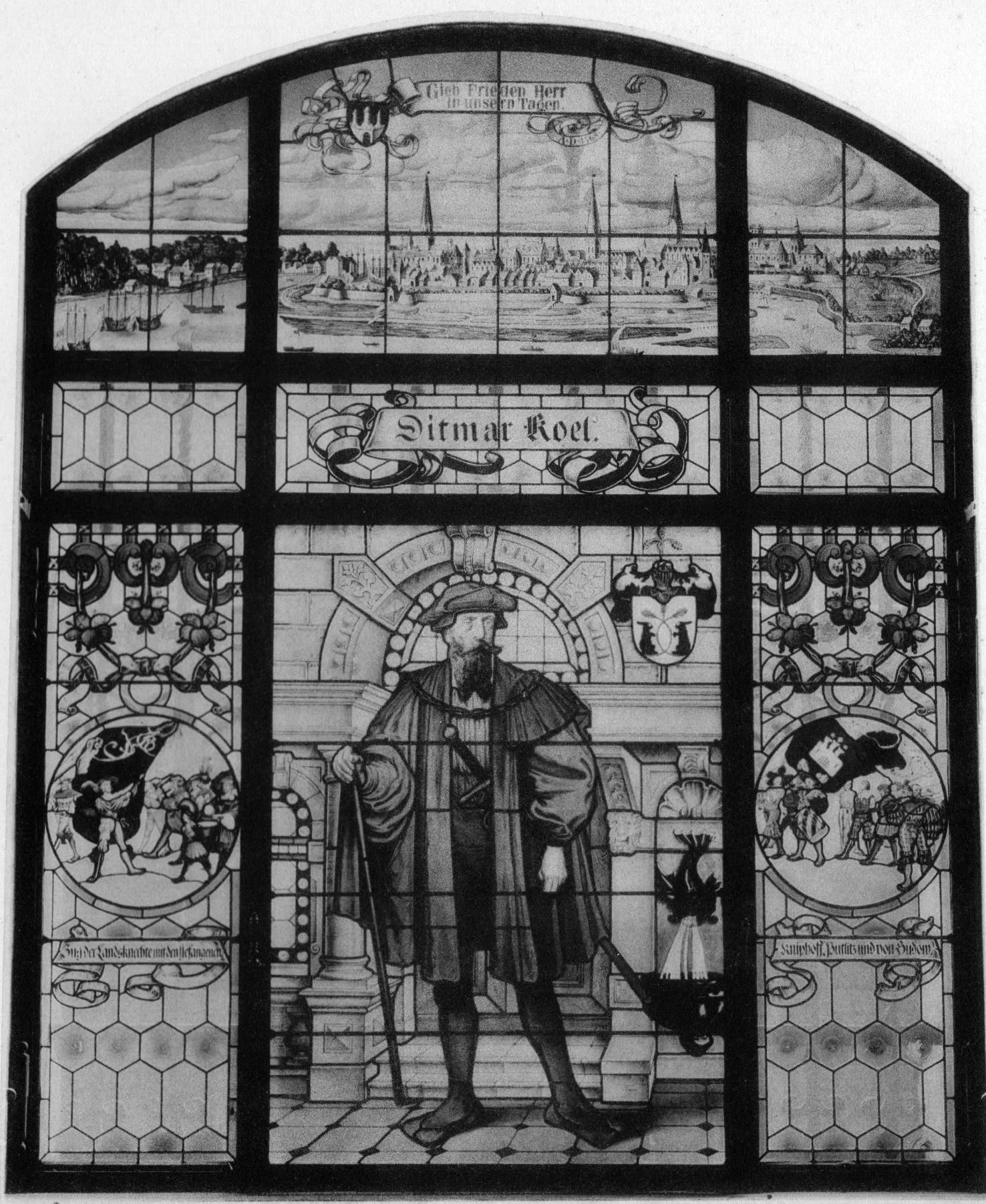
Fönstermålning av Koel i Hamburgs rådhus, utförd 1895 av Christian Wilhelm Allers och förstörd under andra världskriget.
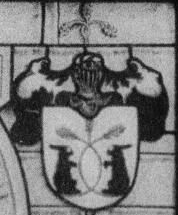
Vapensköld för Ditmar Koel, urklippt från fönsterbilden
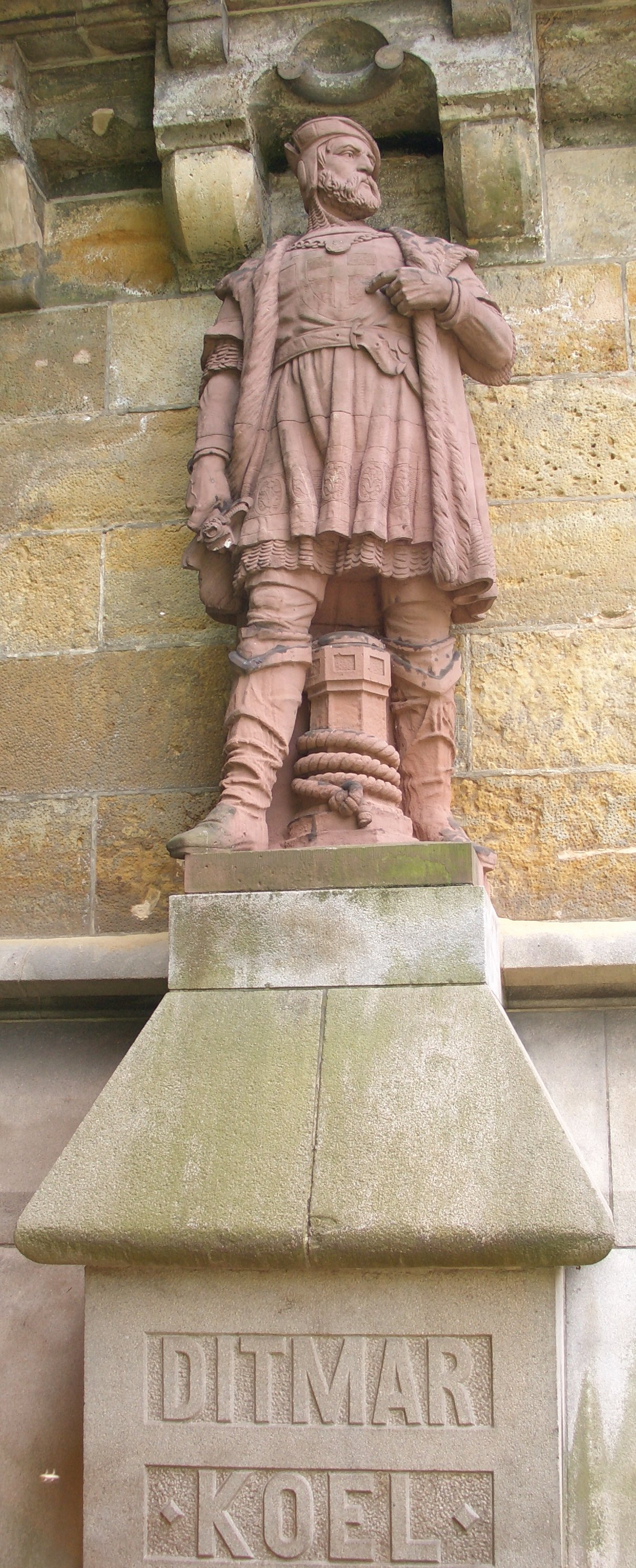
Staty över Ditmar Koel vid basen av Kersten-MilesBrücke, Seewartenstrasse i Hamburg